# Sněhový dort
Sněhový dort (v anglickém originále Snow Cake) je britsko-kanadský dramatický film režiséra Marca Evanse z roku 2006. Alex (Alan Rickman) zastaví stopařce Vivienne (Emily Hampshire), ale jejich jízda skončila autonehodou, při které Vivienne zemřela. Alex se cítil vinný a jel navštívit její matku Lindu (Sigourney Weaver), která je autistka.